# Patrick Geering
Patrick Geering (Zurigo, 12 febbraio 1990) è un hockeista su ghiaccio svizzero professionista che gioca nel ruolo di difensore per il ZSC Lions. Da aprile 2008 è sotto contratto con il club zurighese.

## Carriera

### Club
Patrick Geering iniziò la propria carriera da giocatore di hockey su ghiaccio nelle giovanili dello ZSC Lions, dove rimase fino al 2006, mentre il suo debutto tra i professionisti avvenne la stagione successiva, la 2006-07, con il farm team del club tigurino, gli GCK Lions, club di LNB. Nella stessa stagione fece la spola tra i GCK Lions e la Nazionale U20 guadagnando preziosi minuti di ghiaccio. Nella stagione 2008-09 venne richiamato dallo ZSC Lions, dove poté giocare le sue prime partite in LNA. In questa stagione mise a segno cinque passaggi decisivi in 47 partite. Sempre con il club zurighese vinse la neonata Champions Hockey League, battendo in finale il Metallurg Magnitogorsk, squadra della KHL. Nello stesso anno vinse anche la Victoria Cup contro i Chicago Blackhawks.

### Nazionale
Patrick Geering prese parte al Campionato Mondiale U18 nel 2007 e 2008. Partecipò inoltre al Campionato Mondiale U20 nel 2008 e 2009.

## Palmarès

### Club
- Campionato svizzero: 5

 ZSC Lions: 2011-2012, 2013-2014, 2017-2018, 2023-2024, 2024-2025
- Champions Hockey League: 2

 ZSC Lions: 2008-2009, 2024-2025
- Victoria Cup: 1

 ZSC Lions: 2009
- Coppa Svizzera: 1

 ZSC Lions: 2016

### Nazionale
- Campionato mondiale di hockey su ghiaccio Under-20 - Prima Divisione: 1

Svizzera 2009